# Život bez zásad

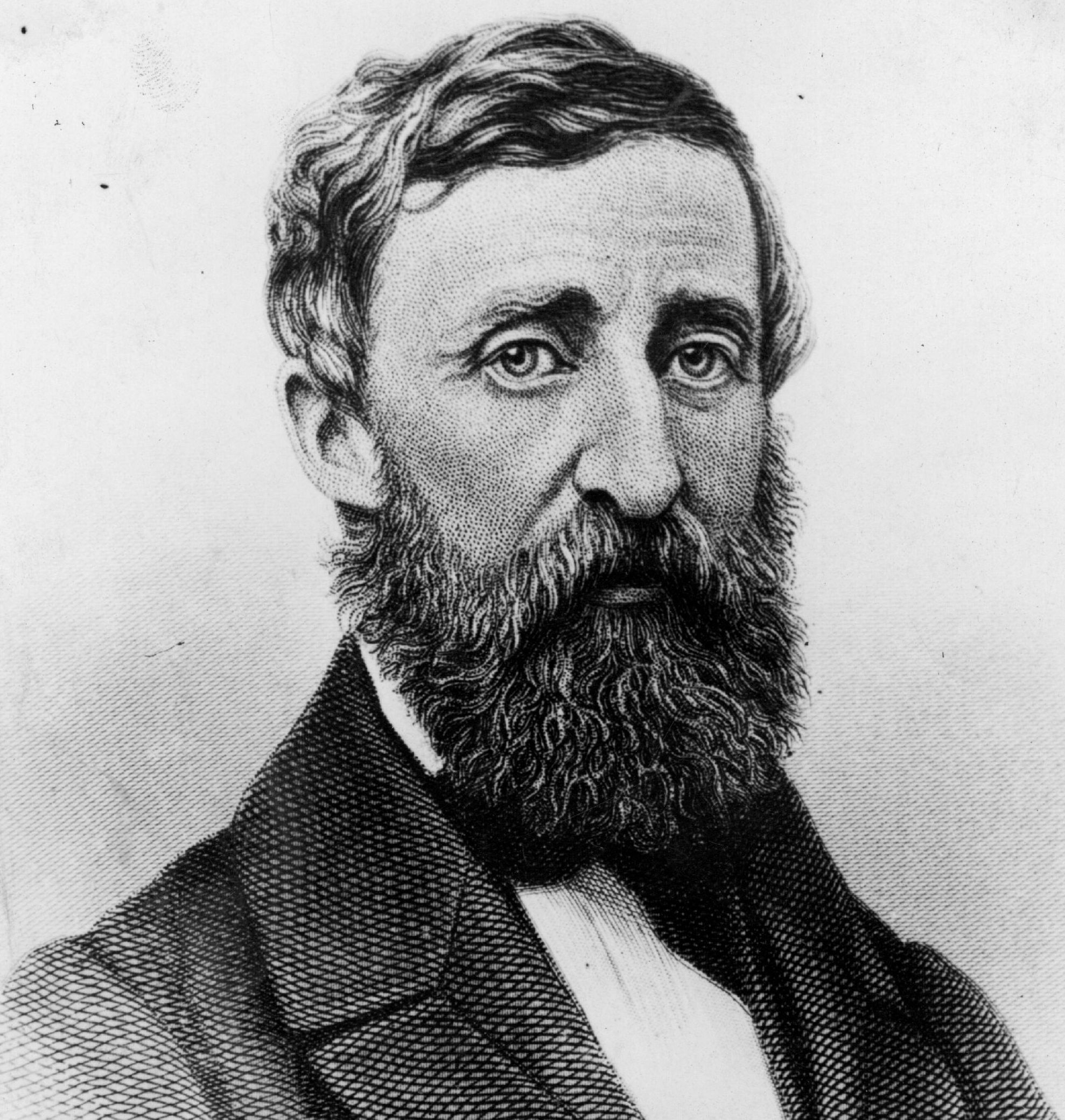
Henry D. Thoreau v roce 1861

Život bez zásad (v angl. originále Life Without Principle) je esej amerického transcendentalistického filozofa H. D. Thoreaua. Považuje se za Thoreauovo esejistické opus magnum, shrnující jeho obecný náhled na život. Dílo bylo původně přednáškou, kterou autor pod různými názvy prezentoval už od roku 1854 a stále ji rozvíjel až do finální podoby, která byla vydána rok po Thoreauově smrti v roce 1863.

## Obsah
V tomto svém posledním textu Thoreau líčí své výhrady k tomu, jak lidé vedou své životy, a čtenáře v úvodu žádá, aby se nad tím zamysleli. Kritizuje neustálou honbu za mamonem a nezměrný ruch, jaký na zemi vládne, a přál by si alespoň jednou vidět lidstvo v klidu.
Lidi, kteří pracují jen pro peníze a nemají hlubší vztah k práci, označuje za opravdové zahaleče. Práce by lidem podle něj měla přinášet více než mzdu od zaměstnavatele a pokud tomu tak není, podvádějí sami sebe. Napsal, že pokud by, stejně jako to činí většina lidí, zaprodal společnosti svá dopoledne i odpoledne, nezůstalo by nic, pro co by mu stálo za to žít.
| „ | Jaký má význam narodit se svobodný, ale svobodně nežít?" | “ |

## Citáty a výňatky
- „Zamysleme se nad tím, jak žijeme svůj život. Tento svět je světem honby za výdělkem. Jak nezměrný ruch tu vládne! Téměř každou noc mě vzbudí funění lokomotivy a přetrhne můj sen. Neděle zde nikdy nenastává. Bylo by úžasné vidět lidstvo alespoň jednou v klidu. Neznáme nic než práci, práci, práci."[6]
- „Domnívám se, že nic - dokonce ani zločin - neodporuje poezii, filozofii, ba i životu jako takovému více než ona neustálá honba za výdělkem."[6]
- „Stráví-li člověk polovinu každého dne procházkou po lesích, poněvadž jej k němu váže silné pouto, vystavuje se riziku, že bude považován za darmošlapa, avšak stráví-li celý den jako spekulant, který tytéž lesy mýtí a způsobuje tak zemi předčasnou holohlavost, budou si jej ostatní vážit jako pilného a podnikavého občana. Jako by snad město nezajímalo na lesích nic jiného, než jak jej vykácet!"[7]
- „Většina lidí by se urazila, kdyby jim někdo navrhl, že jim dá práci, při níž budou přehazovat kameny přes zeď a pak zase zpátky jen proto, aby si vydělali. Mnozí však nyní nevykonávají o nic hodnotnější zaměstnání."[7]
- „Vykonává-li člověk cokoliv, čím si pouze vydělává peníze, prokazuje tím, že je opravdovým zahalečem či něčím ještě horším. Pokud pracovník nedostává víc než mzdu, kterou mu vyplácí zaměstnavatel, pak je podváděn - podvádí sám sebe."[3]
- „Schopný a úctyhodný člověk dělá, co umí, ať už mu za to společnost platí, nebo ne."[8]
- „Snad si svou svobodu střežím úzkostlivěji, než bývá obvyklé."[8]
- „Pokud bych společnosti zaprodal svá dopoledne i odpoledne - jak zjevně činí většina lidí -, jsem si jistý, že by již neexistovalo nic, pro co by mi stálo za to žít."[9]
- „Nikdo není větším břídilem nežli ten, kdo větší část života věnuje získávání obživy."[9]
- „Tázal jsem se sám sebe, proč bych i já nemohl každodenně vyrýžovat nějaké zlato, byť by šlo jen o ta nejdrobnější zrnka, proč bych nemohl vyhloubit šachtu k těžbě zlata ve svém nitru a pracovat na tomto nalezišti."[10]
- „Kdybychom opravdu každý den spatřili východ či západ slunce a nalezli tak vztah mezi sebou samými a jistou obecnou skutečností, navždy bychom si uchovali duševní zdraví."[11]
- „Jaký má význam narodit se svobodný, ale svobodně nežít?"[5]
- „To, čemu se říká politika, je v podstatě cosi natolik povrchního a nelidského, že jsem si vlastně nikdy zcela nepřipustil, že se mne vůbec nějak dotýká."[12]